# Johan Eliza de Vrij

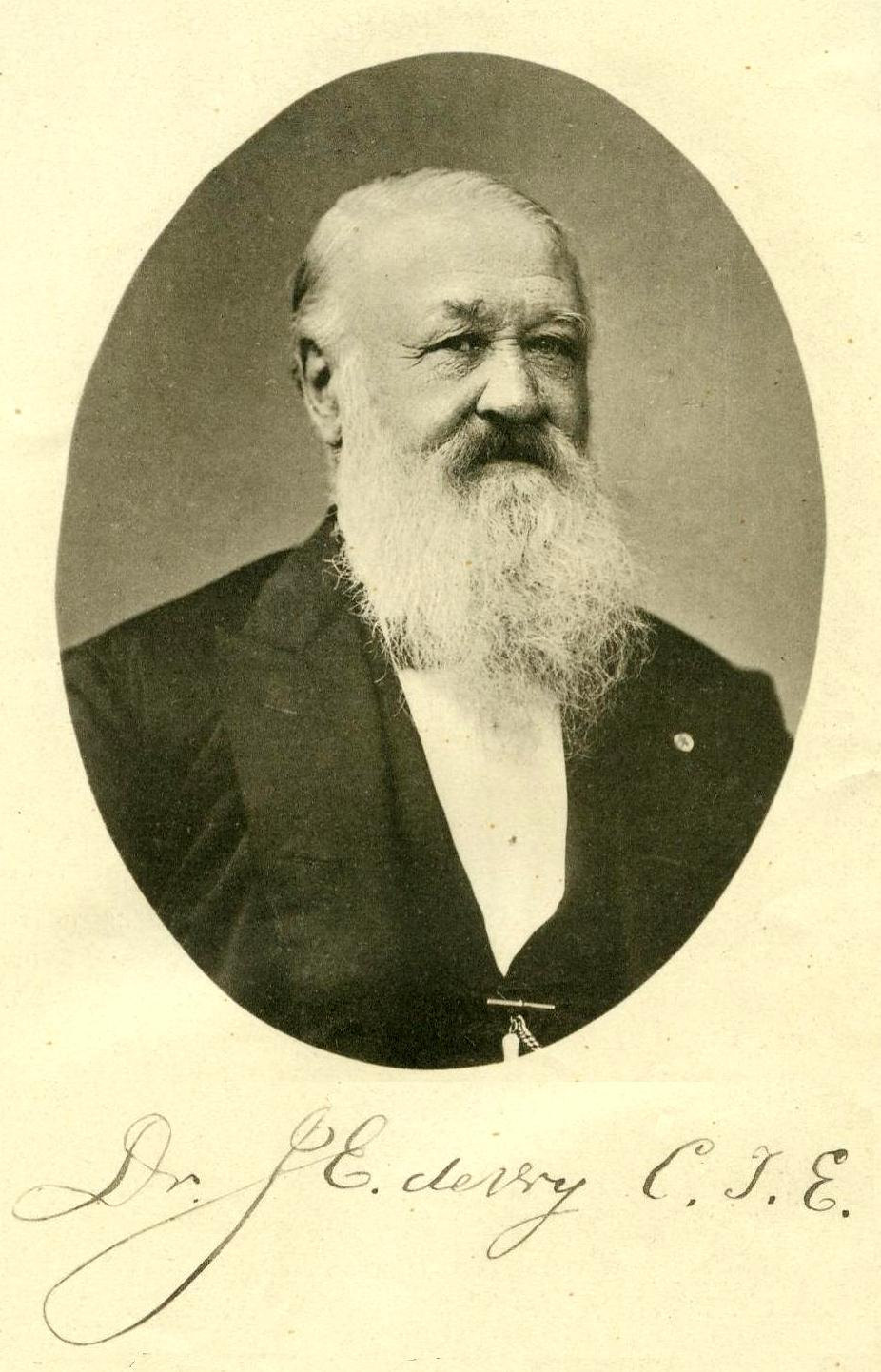
Johan Eliza de Vrij (1813–1898)

Johan Eliza de Vrij (auch Johan Eliza de Vry; * 31. Januar 1813 in Rotterdam; † 31. Juli 1898 in Den Haag) war ein niederländischer Pharmakologe.

## Leben
Johan Eliza de Vrij war der älteste Sohn des Rotterdamer Apothekers Justus de Vrij. Nach dem frühen Tod seines Vaters am 10. Dezember 1831 führte er zur Versorgung seiner 9 Geschwister das Geschäft weiter, absolvierte die Ausbildung an der Medizinischen Schule bei Gerardus Johannes Mulder, bestand am 6. Juni 1832 in Dordrecht das Apothekerexamen und wirkte in der Folge als Apotheker in Rotterdam. Am 25. Juni 1838 promovierte er unter dem Rektor Petrus Hofman Peerlkamp an der Universität Leiden mit seiner Dissertatio chymica inauguralis de analysi chymica, beauftragte 3 Jahre später einen seiner Schüler mit der Führung seiner Apotheke und wirkte in der Nachfolge von Geraldus Johannes Mulder bis 30. Juni 1857 als Lehrer für Pharmazie an der Medizinischen Schule in Rotterdam. Seine Apotheke hatte er zwischenzeitlich bereits im Jahr 1850  an einen seiner Schüler verkauft. Zum 1. Juli 1857 wechselte er in den Dienst der Niederländisch-Indischen Regierung, ließ sich Ende Januar 1858 in Bandung auf Java nieder und forschte im Auftrag des Generalgouverneurs von Niederländisch-Indien Charles Ferdinand Pahud beim seit Juni 1857 als Nachfolger des deutschen Botanikers Justus Karl Haßkarl eingesetzten Leiter der Cinchonaplantagen Franz Wilhelm Junghuhn über die verschiedenen Arten der Chinarindenbäume, deren Anbau auf Java seit Dezember 1854 durch die holländische Kolonialregierung betrieben wurde und deren Rinde das gegen Malaria wirksame Chinin enthält. Nach mehrjährigen Untersuchungen erhielt er im Sommer 1863 einen zweijährigen Erholungsurlaub, zu dessen Ende er seinen Dienst in Niederländisch-Indien quittierte und sich in Den Haag für seine weiteren Forschungen als Privatchemiker ein Laboratorium einrichtete.

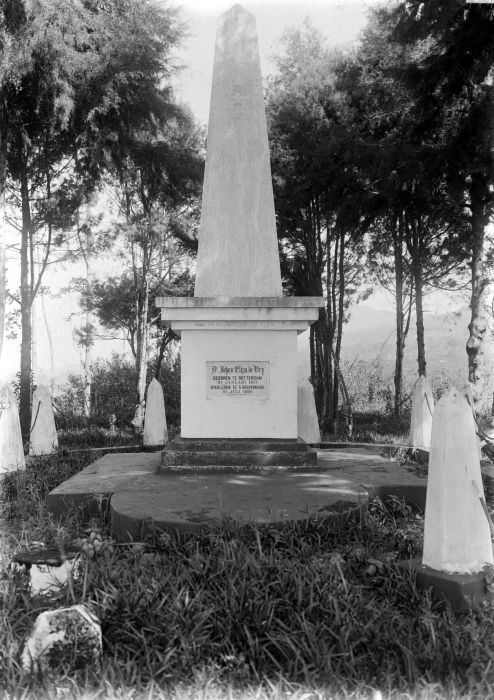
Grabmal Franz Wilhelm Junghuhn und Johan Eliza de Vrij (um 1909)

Links: Johan Eliza de Vrij. - Rechts: Franz Junghuhn mit Gattin im Garten von Junghuhn in Lembang (um 1860)

Am 2. November 1864 wurde Johan Eliza de Vrij unter der Präsidentschaft des Mediziners Carl Gustav Carus mit dem akademischen Beinamen Berzelius unter der Matrikel-Nr. 2042 als Mitglied in die Kaiserliche Leopoldino-Carolinische Deutsche Akademie der Naturforscher aufgenommen.
Die Kaiserin von Indien Königin Victoria ernannte ihn am 14. Juni 1880 zum Companion of the Order of the Indian Empire, der niederländische König ernannte ihn zum Ritter des Ordens vom Niederländischen Löwen und der französische Ministerpräsident Jules Ferry verlieh ihm am 24. Mai 1891 den Titel eines Officier de l'instruction publique.
Nach seinem Tod wurde die Urne mit seiner Asche nach Java überführt und im Grabmal von Franz Wilhelm Junghuhn beigesetzt. Im Jahr 1909 wurde ein eigenes Grabmal für Johan Eliza de Vrij errichtet. Die Inschrift auf dessen Grabplatte fiel den Wirren des indonesischen Unabhängigkeitskampfes zum Opfer. Mittlerweile wurde die Grabplatte durch einen umgestürzten Baum zerstört.

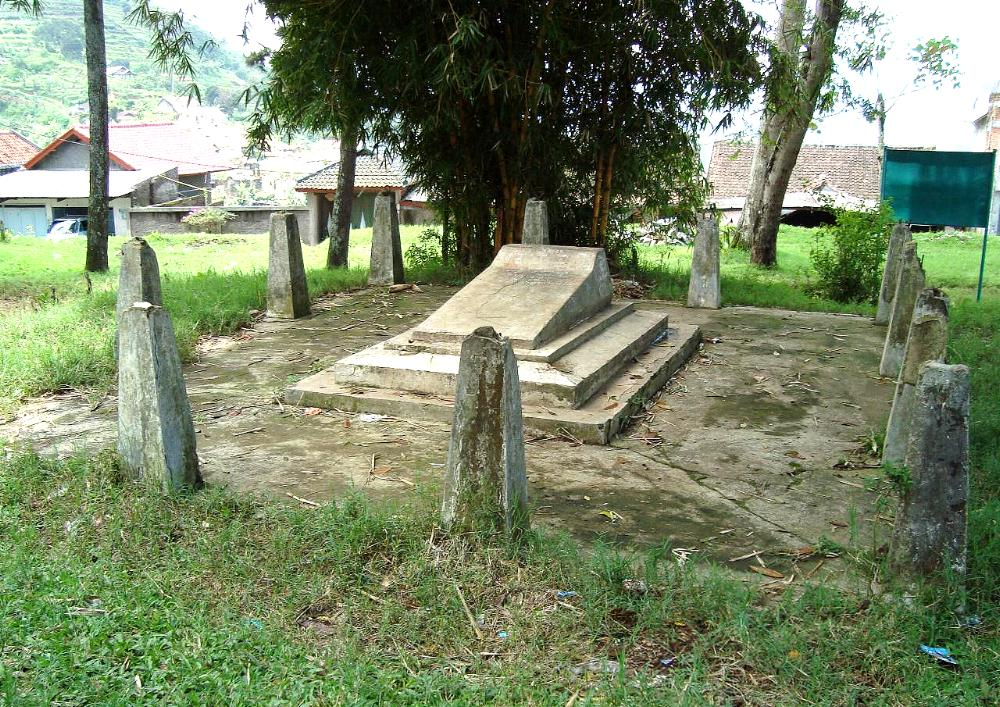
Grab von Johan Eliza de Vrij (um 2009)

## Schriften
- Dissertatio chymica inauguralis de analysi chymica: qua partes plantarum et animalium remotae cognoscuntur. Wyt, Rotterdam 1838 (Digitalisat)
- Ueber die Einführung der Chinakultur in Ostindien. In: Carl Gustav Carus (Hrsg.): Leopoldina. Amtliches Organ der Kaiserlichen Leopoldino-Carolinischen Deutschen Akademie der Naturforscher. 5. Heft, E. Blochmann & Sohn, Dresden 1865, S. 5–11 (Digitalisat)